# Municipio de Magdalena Peñasco
El municipio de Magdalena Peñasco es uno de los 570 municipios del estado mexicano de Oaxaca. Su cabecera es la localidad de Magdalena Peñasco. Se encuentra al este de la heroica ciudad de Tlaxiaco, sobre la carretera que pasa al municipio de Santiago Yosondua y limita al norte con el municipio de San Antonio Sinacahua, su distancia a la capital del estado es de 195 km.
Fue nombrado este municipio como Magdalena por la virgen de Santa María Magdalena que se encuentra en la parroquia de este pueblo; y Peñasco por el cerro denominado "El Gachupín", el cual tiene un peñasco de 600 metros de altura sobre el nivel del mar.
La primera información con la que se cuenta acerca de este municipio fue publicada el 15 de marzo de 1825 por la Ley de División y Arreglo de los Partidos que componen el Estado Libre de Oaxaca con el nombre de Magdalena Tlacotocapan y el 18 de noviembre de 1844, se registró con el nombre de Magdalena Yutenuya Peñasco, por los dos ríos que se unen al centro del poblado, y peñasco por el cerro de Gachupín. Fue hasta el año de 1901 cuando a este municipio se le empezó a conocer como Magdalena Peñasco nombre que lleva hasta la fecha.
El número de escuelas en educación básica y media superior registradas en el 2012 es de 23 en este municipio, de las cuales 12 son escuelas preescolares (0,3% del total estatal), nueve primarias (0,2% del total) y dos secundarias (0.1%). Además, el municipio también contaba con siete primarias indígenas (0,4%). Además el número de personas que habitan en viviendas sin disponibilidad de servicios básicos fue de 99,7% lo que significa que las condiciones de vivienda no son las adecuadas para 3.392 personas.